# Thủy điện Vĩnh Hà
Thủy điện Vĩnh Hà, còn viết là Thủy điện ICT Vĩnh Hà, là thủy điện xây dựng trên sông Chảy tại vùng đất xã Tân Dương và xã Thượng Hà, huyện Bảo Yên tỉnh Lào Cai, Việt Nam .
Thủy điện Vĩnh Hà có công suất lắp máy 21 MW với 2 tổ máy, sản lượng điện hàng năm 89 triệu KWh, khởi công tháng 5/2013, khánh thành tháng 9/2016 .
Thủy điện Vĩnh Hà là bậc thang thủy điện thứ 4 trên dòng sông Chảy, ở dưới Thủy điện Bắc Hà 22°30′31″B 104°11′50″Đ / 22,508545°B 104,197144°Đ.
Thủy điện Vĩnh Hà ở thượng nguồn cách thị trấn Phố Ràng 22°14′07″B 104°28′38″Đ / 22,235252°B 104,477113°Đ cỡ 12 km theo đường sông.

## Tác động dân sinh môi trường
Thủy điện Vĩnh Hà được coi là công trình làm "sáng bừng Tây Bắc" và Công ty chủ quản "luôn đặt mục tiêu Win - Win trong mối quan hệ chính quyền - nhân dân vùng dự án - DN và môi trường tự nhiên" . 